# Balanops sparsifolia
Balanops sparsifolia är en tvåhjärtbladig växtart som först beskrevs av Schlechter, och fick sitt nu gällande namn av Karl Jesper Hjelmquis. Balanops sparsifolia ingår i släktet Balanops och familjen Balanopaceae. Inga underarter finns listade i Catalogue of Life.